# Simon Linke
Simon Linke (Benalla, 1958) è un artista britannico.

## Biografia
Pittore, è noto per aver realizzato dipinti basati sulla rivista d'arte contemporanea Artforum sin dal 1985. Linke realizza i propri dipinti replicando l’immagine di fondo in matita e sovrapponendo poi spessi e pastosi strati di pittura ad olio ("impasto painting") combinati ad ampie pennellate espressioniste, che ricordano le superfici pittoriche strutturate di Jasper Johns e Robert Ryman. Le copertine di Artforum di Linke, quali soggetti feticcio della propria ricerca, pongono l’attenzione sull'interazione fra i singoli operatori artistici, dall'artista alle gallerie fino ai musei, tramite l’utilizzo delle riviste d’arte.
La scelta di Linke di lavorare per tutta la carriera su un soggetto simile s’iscrive appieno nelle ricerche artistiche dell’ultimo secolo di artisti come René Magritte, Lawrence Weiner e Bruce Nauman, in cui si spaziava in un’area al di fuori della formale tradizione artistica e la pura estetica pittorica era sostituita dal linguaggio scritto come mezzo di espressione pittorica. I concetti di serialità e la ripetizione d’immagini contenenti date, nomi di artisti e gallerie, invece rimandano alle ricerche concettuali degli anni Sessanta, in particolare ai dipinti di On Kawara ed al lavoro schematico e ripetitivo di Hanne Darboven, ma anche a Sharrie Levine e Andy Warhol in relazione alla rapporto fra autenticità e autore.
Simon Linke ha esposto in svariati musei ed istituzioni, ad esempio; a Le Consortium a Dijon (2004),  FRAC Limousin (2007), Limoges, Deste Foundation, Athens (2004), Galleria Civica, Modena (1995), Museum of Modern Art, Copenhagen (1995), Fondazione Re Rebaudengo Sandretto (1995), The National Museum of Modern Art, Tokyo (1990), The National Museum of Modern Art, Kyoto (1990), Padiglione Inglese - Biennale di Venezia (1988).
I suoi lavori sono presenti in numerose collezioni museali, fra le quali: Tate Gallery di Londra, Fondazione Re Rebaudengo Sandretto di Torino e la FRAC di Limousin France.